# Samantha Boscarino
 (avril 2021).
La mise en forme du texte ne suit pas les recommandations de Wikipédia : il faut le « wikifier ».
Les points d'amélioration suivants sont les cas les plus fréquents :
- Les titres sont pré-formatés par le logiciel. Ils ne sont ni en capitales, ni en gras.
- Le texte ne doit pas être écrit en capitales (les noms de famille non plus), ni en gras, ni en italique, ni en « petit »…
- Le gras n'est utilisé que pour surligner le titre de l'article dans l'introduction, une seule fois.
- L'italique est rarement utilisé : mots en langue étrangère, titres d'œuvres, noms de bateaux, etc.
- Les citations ne sont pas en italique mais en corps de texte normal. Elles sont entourées par des guillemets français : « et ».
- Les listes à puces sont à éviter, des paragraphes rédigés étant largement préférés. Les tableaux sont à réserver à la présentation de données structurées (résultats, etc.).
- Les appels de note de bas de page (petits chiffres en exposant, introduits par l'outil «  Source ») sont à placer entre la fin de phrase et le point final[comme ça].
- Les liens internes (vers d'autres articles de Wikipédia) sont à choisir avec parcimonie. Créez des liens vers des articles approfondissant le sujet. Les termes génériques sans rapport avec le sujet sont à éviter, ainsi que les répétitions de liens vers un même terme.
- Les liens externes sont à placer uniquement dans une section « Liens externes », à la fin de l'article. Ces liens sont à choisir avec parcimonie suivant les règles définies. Si un lien sert de source à l'article, son insertion dans le texte est à faire par les notes de bas de page.
- La présentation des références doit suivre les conventions bibliographiques. Il est recommandé d'utiliser les modèles {{Ouvrage}}, {{Chapitre}}, {{Article}}, {{Lien web}} et/ou {{Bibliographie}}. Le mode d'édition visuel peut mettre en forme automatiquement les références.
- Insérer une infobox (cadre d'informations à droite) n'est pas obligatoire pour parachever la mise en page.

Pour une aide détaillée, merci de consulter Aide:Wikification.
Si vous pensez que ces points ont été résolus, vous pouvez retirer ce bandeau et améliorer la mise en forme d'un autre article.
Samantha Boscarino (née le 26 décembre 1994)  est une actrice et chanteuse américaine native du comté de Ventura, en Californie. Elle est connue pour son rôle dans le film The Clique, pour son rôle de Molly Garfunkel dans la série Nickelodeon How to Rock et pour son rôle principal d'Ellie Davis dans le téléfilm 2016 The Cheerleader Murders .

## Carrière
En 2009, elle est apparue dans The Perfect Game dans le rôle de Gloria Jimenez et dans Jonas dans le rôle Amy. Boscarino est également apparu dans Parenthood en tant que Lindsay et True Jackson, en tant que Carla Gustav. Boscarino a également eu un rôle dans sept épisodes de Good Luck Charlie en tant que Skyler, la réunissant avec Mendler. À la mi-2010, elle est apparue comme Lisa Cucuy dans Wizards of Waverly Place. En 2011, elle a fait une apparition dans Les aventures épiques de Bucket & Skinner.
En 2012, Boscarino a joué le rôle de Molly Garfunkel dans la série How to Rock de Nickelodeon,,. La série a été créée le 4 février 2012  et s'est terminée le 8 décembre 2012. Elle a fait plusieurs apparitions dans Figure It Out. En 2016, Boscarino était la cheffe de file du film télévisé The Cheerleader Murders, jouant le rôle d'Ellie,.
| An        | Titre                                     | Rôle               | Remarques                                                       |
| --------- | ----------------------------------------- | ------------------ | --------------------------------------------------------------- |
| 2009      | Jonas                                     | Amy                | Épisode: "Répétition complète"                                  |
| 2010      | La parentalité                            | Lindsay            | Épisode: "Perchance to Dream"                                   |
| 2010      | True Jackson, vice-président              | Carla Gustav       | Épisode: "Pris au piège à Paris"                                |
| 2010-2014 | Bonne Chance Charlie                      | Skyler             | Rôle récurrent; 9 épisodes                                      |
| 2010      | les Sorciers de Waverly Place             | Lisa Cucuy         | Épisode: "Alex abandonne"                                       |
| 2011      | Les aventures épiques de Bucket & Skinner | CJ / Cindy Johnson | Épisode: "Dates épiques"                                        |
| 2012      | Comment faire du rock                     | Molly Garfunkel    | Le rôle principal                                               |
| 2014      | Zoe est parti                             | ambre              | Film télévisé                                                   |
| 2014      | NCIS                                      | Mary LaFleur       | Épisode: "Semper Fortis"                                        |
| 2015      | La maison des mensonges                   | Avery              | Épisode: "Faites-moi confiance, j'obtiens beaucoup d'érections" |
| 2015      | Fille rencontre le monde                  | Sophie Miller      | Épisode: "Fille rencontre son premier rendez-vous"              |
| 2015      | Chaud à Cleveland                         | Le videur          | 2 épisodes; non crédité[réf. nécessaire]                        |
| 2016      | Les meurtres des pom-pom girls            | Ellie Davis        | Film télévisé                                                   |
| 2017      | Règne animal                              | Mariée             | Épisode: "Trésor"                                               |
| 2019      | Le résident                               | Bella              | Épisode: "Système de croyance"                                  |
| 2019      | Éhonté                                    | Sabrina            | Épisode: "Dors bien mon prince pour demain tu seras roi"        |
| 2022      | New York, unité spéciale                  | Martina Rodriguez  | Saison 24, épisode 5                                            |